# Božena Růžková
Božena Růžková, v matrice Ružková, (5. června 1863 Čechtice – 22. září 1934 Čechtice) byla česká pedagožka, knihovnice a redaktorka

## Životopis
Rodiče Boženy: Antonín Ružek mistr barvířský a Aloisie Ružková-Čenská. Sourozenci: Ferdinand Růžek (20. 5. 1859), Jan Růžek (1861–1882), Aloisia Růžková (10. 2. 1866), František Růžek (1868–1878), Václav Růžek (14. 8. 1870), Antonin Růžek (29. 10. 1872), Otokár Růžek (9. 1. 1875), Zdeněk Růžek (3. 7. 1877) a Jaroslav Růžek (7. 6. 1880).
Božena Růžková absolvovala učitelský ústav v Praze. Učila v Plzni na místních obecných a měšťanských školách a tři roky na učitelském ústavu. Roku 1910 se stala ředitelkou dívčí měšťanské školy. Roku 1917 založila v Českém deníku rubriku Naší mládeži, poté se stala spoluzakladatelkou a redaktorkou časopisu Mladá stráž (1919–1927). Svými literárními studiemi přispívala i do jiných časopisů. Překládala také písňové texty z polštiny, chorvatštiny, francouzštiny, italštiny a němčiny.
Byla předsedkyní knižní komise N. J. Pošumavské v Plzni (1913–1927) a Obvodové knihovní rady v Plzni. Zasloužila se o vznik 72 knihoven. Byla čestnou členkou spolku přátel vědy a literatury v Plzni. Roku 1927 odešla do Prahy. Za svou činnost získala uznání Ministerstva školství a národní osvěty.

## Dílo

### Spisy
- Na hyjtě u J. Š. Baara. Kniha první, Hanýžka a Martínek – pro mládež vybrala z knih J. Š. Baara. Praha: Českomoravské podniky tiskařské a vydavatelské, 1927
- Rukověť dějin československé literatury a slovesnosti pro české a slovenské odborné školy pro ženská povolání – složili Josef Horák a Božena Růžková; slovenské části upravila a doplnila Jarmila Zikmundová. Praha: Státní nakladatelství, 1931
- Čítanka pro odborné školy ženských povolání a pro ústavy příbuzné. Díl I a II (pro I. a II. ročník) – sestavili Božena Růžková a Josef Horák. Praha: Státní nakladatelství, 1931, 1932
- Výbor z československé poesie mládeži – uspořádali Božena Růžková, Jaroslav Hloušek, Quido Maria Vyskočil, Adolf Wenig; slovenské verše vybrala Jarmila Zikmundová. Praha: Kvasnička a Hampl, 1934